# Mensch gegen Mensch
Mensch gegen Mensch ist ein deutscher Stummfilm von 1924 unter der Regie von Hans Steinhoff. Die Hauptrollen sind besetzt mit Hans Mierendorff, Mady Christians und Alfred Abel. Die Verfilmung beruht auf dem gleichnamigen Roman von Norbert Jacques.

## Handlung
Nachdem der Bankangestellte Coupot und seine Freundin, die Tänzerin Juliette, sich mit dem Großindustriellen van Kamp angelegt haben, verlieren sie ihren jeweiligen Job. Da der Anlass mehr als nichtig war, ist Coupot so erbost, dass er sich einer geheimen Verbindung namens „Omnium“ anschließt. Mit Hilfe Gleichgesinnter versucht er dem Industriellen zu schaden, wann immer sich eine Gelegenheit bietet. So mischt er sich ein, als van Kamp seine Tochter Ellis drängt, den Sohn seines Gläubigers Kull zu heiraten, um so die Verbindlichkeiten aus der Welt zu schaffen.
Coupot gelingt es, auf Ellis einzuwirken und die junge Frau letztendlich mit dem Mann zusammenzuführen, den sie liebt. Als van Kamp sich einmischen will, wird er von Coupot angeschossen. Die Polizei nimmt die Verfolgung des nach seiner Tat Geflohenen auf und ist auch seinen Helfern auf der Spur. Bevor Coupot noch festgenommen werden kann, tötet er sich selbst. Seine Sinnesgenossen werden von der Polizei geschnappt und inhaftiert.

## Produktionsnotizen
Produziert wurde der Film von der Gloria-Film GmbH in Berlin. Für die Bauten zeichnete Oskar Friedrich Werndorff verantwortlich, der die Bauausführung in die Hände von Alfred Junge legte.
Der Film durchlief folgende Prüfungen:
- 25. August 1924 Zensur, Filmprüfstelle Berlin B.08878, 6 Akte 2876 m, Verbot
- 10. November 1924 Zensur, Filmprüfstelle Berlin B.09299, 6 Akte 2477 m, Quelle: Protokoll, Verbot Dokument Zensurentscheidung
- 17. November 1924 Zensur, Film Oberprüfstelle O.00531, 6 Akte 2477 m, Jugendverbot Dokument: Zensurentscheidung (DIF)[1]

Die Uraufführung von Mensch gegen Mensch fand am 2. Dezember 1924 in Berlin statt. In Finnland kam der Film am 1. Juni 1925 ins Kino.